# Espinelves
Espinelves est une commune de la province de Gérone, en Catalogne, en Espagne, de la comarque d'Osona